# 伊拉姆·米耶尔
伊拉姆·米耶尔（西班牙語：Hiram Mier，1989年8月25日—），墨西哥男子足球运动员，司职后卫，现效力于墨甲联赛瓜达拉哈拉竞技俱乐部。他曾代表墨西哥国奥队参加2012年夏季奥林匹克运动会足球比赛，获得一枚金牌。